# جون ماكلين (سياسي نيوزيلندي)
جون ماكلين هو فلاح وسياسي نيوزيلندي، ولد في 1818، وتوفي في 15 يوليو 1902.